# Get Wet
 Get Wet  é o primeiro álbum de estúdio do trio de electro house e dubstep Krewella, lançado em 24 de novembro de 2013, pela Columbia Records.

## Faixas
A lista de faixas foi divulgada pelo iTunes e pela Amazon.
| N.º | Título                                                         | Compositor(es)                                       | Produtor(es)                                                         | Duração |  |
| 1.  | "Live for the Night"                                           | Jahan Yousaf, Yasmine Yousaf, Kris Trindl (Rain Man) | Cash Cash, Rain Man                                                  | 3:26    |  |
| 2.  | "We Go Down"                                                   | Jahan Yousaf, Yasmine Yousaf, Kris Trindl (Rain Man) | Rain Man, Quincy Kwalae (co.)                                        | 3:05    |  |
| 3.  | "Come & Get It"                                                | Jahan Yousaf, Yasmine Yousaf, Kris Trindl (Rain Man) | Rain Man                                                             | 3:25    |  |
| 4.  | "Enjoy the Ride"                                               | Jahan Yousaf, Yasmine Yousaf, Kris Trindl (Rain Man) | Rain Man, DallasK                                                    | 4:59    |  |
| 5.  | "We Are One"                                                   | Jahan Yousaf, Yasmine Yousaf, Kris Trindl (Rain Man) | Rain Man, DallasK                                                    | 4:36    |  |
| 6.  | "Dancing with the Devil" (feat. Patrick Stump e Travis Barker) | Jahan Yousaf, Yasmine Yousaf, Kris Trindl (Rain Man) | Rain Man, SAVOY (co.)                                                | 3:58    |  |
| 7.  | "Alive"                                                        | Jahan Yousaf, Yasmine Yousaf, Kris Trindl (Rain Man) | Rain Man                                                             | 3:27    |  |
| 8.  | "Pass the Love Around"                                         | Jahan Yousaf, Yasmine Yousaf, Kris Trindl (Rain Man) | SmarterChild, Rain Man                                               | 3:18    |  |
| 9.  | "Ring of Fire"                                                 | Jahan Yousaf, Yasmine Yousaf, Kris Trindl (Rain Man) | Rain Man, The Cataracs, Ethan Davis (Candyland), KillaGraham         | 4:23    |  |
| 10. | "Human"                                                        | Jahan Yousaf, Yasmine Yousaf, Kris Trindl (Rain Man) | Rain Man, Quincy Kwalae (co.), Stephen Swartz (co.)                  | 3:15    |  |
| 11. | "Killin' It"                                                   | Jahan Yousaf, Yasmine Yousaf, Kris Trindl (Rain Man) | Rain Man                                                             | 3:26    |  |
| 12. | "This Is Not the End" (feat. Pegboard Nerds)                   | Jahan Yousaf, Yasmine Yousaf, Kris Trindl (Rain Man) | Alexander Odden, Michael ParsbergSharpe, Severin, Sanicola, Rain Man | 3:53    |  |